# 米之座町
米之座町（こめのざちょう）は、愛知県津島市の地名。現行行政地名は米之座町一丁目及び米之座町二丁目。

## 地理
津島市西部に位置する。東は良王町・宝町、西は米町、南は天王通り・本町、北は北町に接する。

## 歴史

### 沿革
- 1953年（昭和28年） - 津島市大字津島の一部により、同市米之座町として成立[1]。

## 世帯数と人口
2018年（平成30年）1月1日現在の世帯数と人口は以下の通りである。
| 丁目           | 世帯数 | 人口  |
| -------------- | ------ | ----- |
| 米之座町一丁目 | 24世帯 | 54人  |
| 米之座町二丁目 | 47世帯 | 89人  |
| 計             | 71世帯 | 143人 |

### 人口の変遷
国勢調査による人口の推移
| 1995年（平成7年）  | 241人 | [ 7 ]  |  |
| 2000年（平成12年） | 196人 | [ 8 ]  |  |
| 2005年（平成17年） | 190人 | [ 9 ]  |  |
| 2010年（平成22年） | 167人 | [ 10 ] |  |
| 2015年（平成27年） | 142人 | [ 11 ] |  |

## 学区
市立小・中学校に通う場合、学区は以下の通りとなる。また、公立高等学校に通う場合の学区は以下の通りとなる。
| 丁目           | 番・番地等 | 小学校           | 中学校             | 高等学校 |
| -------------- | ---------- | ---------------- | ------------------ | -------- |
| 米之座町一丁目 | 全域       | 津島市立北小学校 | 津島市立藤浪中学校 | 尾張学区 |
| 米之座町二丁目 | 全域       | 津島市立北小学校 | 津島市立藤浪中学校 | 尾張学区 |

## 施設
- 市神社[6]北緯35度10分46.8秒 東経136度43分26.3秒 / 北緯35.179667度 東経136.723972度
- 単立寺院西光寺[6]北緯35度10分46秒 東経136度43分30.1秒 / 北緯35.17944度 東経136.725028度
- 曹洞宗海善寺[6]北緯35度10分49.5秒 東経136度43分31.3秒 / 北緯35.180417度 東経136.725361度

## 史蹟
- 津島市指定文化財 - 米之座山車[6]
- 愛知県指定文化財 - 木造地蔵菩薩立像（西光寺所蔵）[6]

## その他

### 日本郵便
- 郵便番号 : 496-0815[4]（集配局：津島郵便局[14]）。